# 中央航空
中央航空運輸公司（英語：Central Air Transport Co., CATC），簡稱央航，是1943年至1952年存在的一家航空公司。

## 沿革

### 欧亚航空时期
中央航空運輸公司的前身是「中德合辦歐亞航空郵運股份有限公司」，1931年2月由中華民國交通部與德國漢莎航空共同集資成立，中方出資三分之二，總公司設於上海，在古絲綢之路沿線開闢航線並拓展業務。當中的滬新線（上海至新疆迪化（今烏魯木齊市））為當時中國至歐洲距離最短的航線，同時也是當時國內最長的航線。滬新線自上海起飛後，沿線經停南京、洛陽、西安、蘭州、肅州、哈密、迪化等地，終點為塔城，總里程為4,050公里。
1941年7月1日，德国承认汪精衛國民政府。次日，重庆国民政府宣布与德国断交。1941年8月1日交通部宣布终止和汉莎签订的合同，德方所有股权由交通部冻结，“欧亚”成为中国独资企业，公司名称不变，总经理职务仍由李景枞担任。至9月15日，除2名德籍商务人员外，其余德籍人员，被强制驱逐到苏联境内。

### 央航时期
第二次世界大戰的太平洋戰爭爆發後，1941年12月11日中國對德國宣戰。在1943年2月歐亞航空改組之後於同年3月1日正式成立央航，並自然繼承了原來歐亞航空的資產與航線。资本定为国币2,000万元，分为2万股，每股为国币1,000元，国内外人士均可入股，但不能超过资本总额50％。央航成立時總公司設在昆明，由交通部航政司司长何墨林任该公司董事长，并委派空军上校陈卓林出任总经理，原“欧亚”主任秘书查镇湖任副经理。1945年對日抗戰結束时，仅有可飞行的航线两条，通航站已剩下3处，航线共长1330公里，可使用的飞机，也仅有航委会拨借的轰炸机4架。战后遷回上海。1945年12月23日，公司从重庆川盐银行无抵押借入每月10分的高利40万美元，从印度购入美军战后剩余甩卖的C－47型运输机11架、教练机2架。年底，航线总长增加到5,258公里。1946年4月，购得美军存在上海江湾机场的C－46型飞机7架；1946年6月4日，又从上海江海关购得以前扣留的外人走私C－47型飞机1架，价格为美金7,000元；从驻华美军清理物资委员会，以67.8万美元第三批购入在江湾机场的最后剩余飞机150架和大量器材物资。在这150架飞机中，有10架是B25型轰炸机转赠给了空军；其余的140架，都为C－46、C－47型机，当时首次飞回龙华机场的飞机48架，其中包括以10万美元转让给民营大华航空公司的飞机5架在内，故实为43架。當時央航號稱擁有50餘架飛機，並飛航國內各大都市及英屬的香港、菲律賓馬尼拉、美國舊金山等國際航線。为了开辟国际航线和维持西北航线的需要，1947年8月，“央航”向美国西北航空公司订购道格拉斯DC－3型（星座式）飞机5架。嗣后，又以每架高达31.5万美元的价格，订购Convair（康维尔）－240型机6架，加上必需的附属设备价款，合计需美金211万余元
1949年10月第二次國共內戰接近尾聲，節節敗退的中華民國政府將央航總部及飛機等設備輾轉遷移到英屬香港繼續營業。共有飞机42架，其中「空中行宫」（即康维尔240型）6架，DC－3型（含C－47型）飞机16架，C－46型飞机20架，并有各型发动机168台，以及员工1,900余人。1949年11月9日，中央航空公司总经理陈卓林、副总经理查夷平、营业组主任邓士章，及中國航空（中航）高層指示飛行員將飛機飛往中國共產黨控制的大陸地區，而非中華民國政府控制的臺灣，歷史稱此為「兩航事件」。
1949年12月5日，中央人民政府政务院印发通知，决定继续保留中国航空公司、中央航空公司，由军委民航局管理领导。1952年5月7日，国务院、中央军委发出《关于整编民航的决定》，将中国航空公司、中央航空公司整合组建中国人民航空公司。

## 使用機型

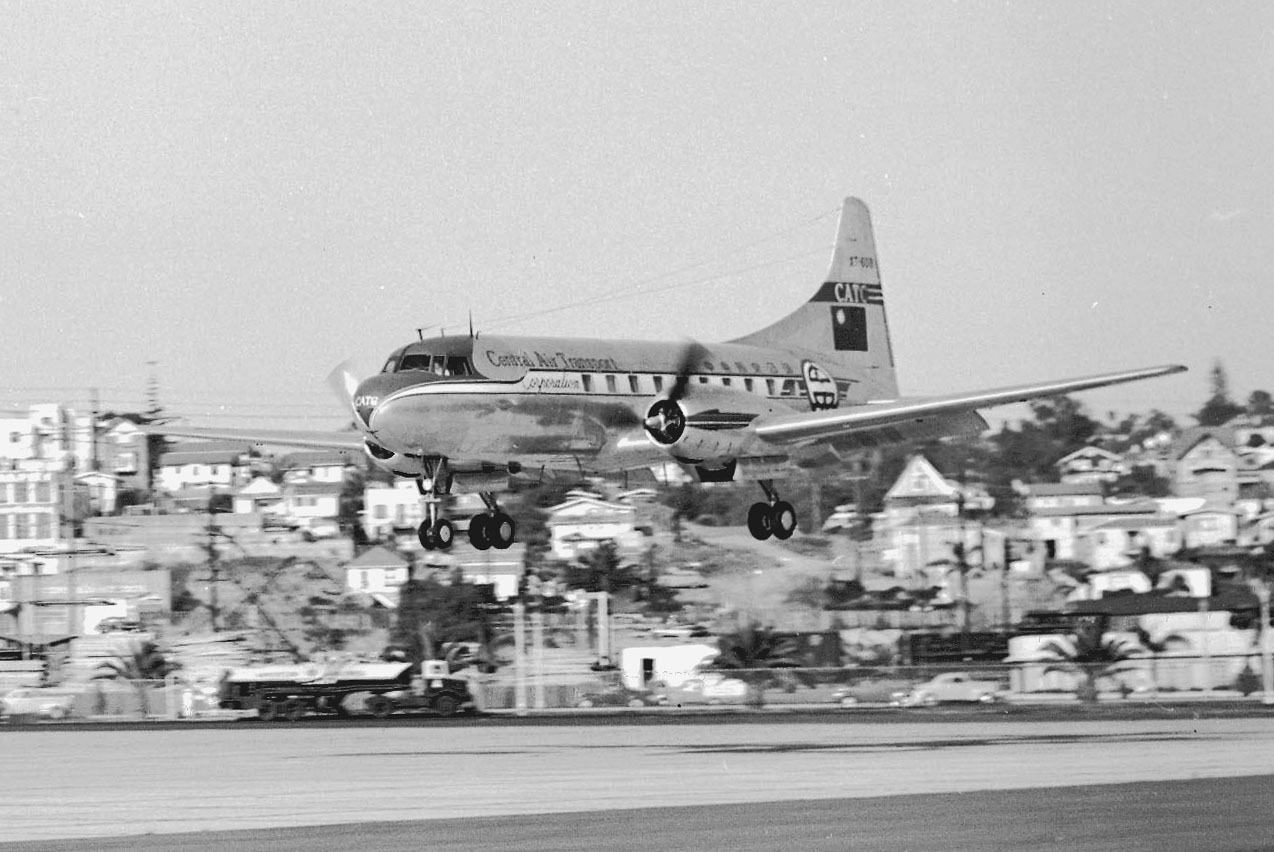
中央航空的康维尔240（1948年摄）

- 康维爾（Convair）240 [2]，又稱「空中行宮」，可搭載40名人員，極速268 mph（431 km/h），航程1,555 mi（2,503 km），最大起飛重量：41,826lb（18972kg） 。
- 道格拉斯（Douglas）DC-3
- 柯蒂斯-莱特公司 （Curtiss）C-46
- 道格拉斯 （Douglas）C-47

## 重大事故
- 1946年12月25日，黑色圣诞之夜空难：央航48号因能见度不足在上海坠毁。

## 外部連結
- 《台灣資訊-兩航起義》：中央航空運輸公司公司前身為歐亞航空郵運股份有限公司，1931年2月正式成立。由國民政府交通部與德國漢莎航空股份有限公司合辦，總資本為國幣300萬元。 （页面存档备份，存于）（简体中文）
- 《上海民用航空誌》中央航空運輸股份有限公司理事會規程 [永久]（简体中文）

| 中华民国企业           | 中华民国企业                                                                      | 中华民国企业        |
| ---------------------- | --------------------------------------------------------------------------------- | ------------------- |
| 新头衔                 | 中华民国载旗航空公司 （与中国航空、民航空运公司同时） 1931年2月1日至1949年11月9日 | 繼任： 民航空运公司 |
| 中华人民共和国国有企业 |                                                                                   |                     |
| 新头衔                 | 中华人民共和国载旗航空公司 （与中国航空同时） 1949年12月5日至1951年7月17日        | 繼任： 中国人民航空 |